# Rivière Neo
La rivière Neo est une rivière de la province de Cao Bang et se jette dans la rivière Gam,.

## Géographie
La rivière Neo prend sa source dans la commune de Dinh Phung, coule vers le nord, traverse les communes de Hung Dao et Hong Tri, jusqu'à la ville de Bao Lac, puis se jette dans la rivière Gam  .
La route nationale 34 longe la vallée de la rivière de Hong Tri à la ville de Bao Lac, soit plus de 70% de son tracé .

## Référence
1. ↑  Carte administrative du Vietnam, Map Publishing House, 2004.
2. ↑  (vi) « Circulaire n° 25/2013/TT-BTNMT du 12 septembre 2013 du ministère des Ressources naturelles et de l'Environnement relative à la promulgation de la liste des toponymes résidentiels, montagnards, hydrologiques et socio-économiques servant à la cartographie de la province de Cao Bang. Thuvien Phapluat Online, 2016. », sur thuvienphapluat.vn, 2013 (consulté le 20 août 2018)